# Simon Ammann
Simon Ammann, švicarski smučarski skakalec, * 25. junij 1981, Grabs, Švica. 
V svetovnem pokalu je debitiral kot neznan 16-letnik v sezoni 1997/98. Kvalificiral se je tudi na olimpijske igre v Naganu, kjer je končal kot 35. 
Pred olimpijskimi igrami leta 2002 je utrpel poškodbo reber. V Salt Lake Cityju je presenetil vse v skakalnem svetu, ko je zmagal na posamični preizkušnji na mali skakalnici. Da je bila senzacija še večja, je osvojil tudi zlato medaljo na veliki napravi. Ammann je bil drugi skakalec, ki mu je to uspelo na olimpijskih igrah po Mattiju Nykänenu leta 1988. V domači Švici je povzročil ogromno evforijo, bil je tudi glavna zvezda mnogih pogovornih oddaj v tujini. Mnogi ga po videzu primerjajo s knjižnim junakom Harryjem Potterjem, ki pa ga Ammann ne mara.Na skalnici v Oslu je dosegel prvo zmago v svoji karieri kateri je še dodal veliko število drugih. 
Leta 2006 je na olimpijski igrah v Torinu ostal brez medalj. V skupnem seštevku je zasedel 3.mesto. 
Leta 2007 je na svetovnem prvenstvu v Saporu postal svetovni prvak na veliki skakalnici, na mali pa je osvojil srebro.
Leta 2009 je v skupnem seštevku zaostal le za Avstrijcem Gregorom Schlirenzauerjem,Na novoletni turneji pa za Wolfgangom Loitzlom.Dosegel je 5zmag (eno v Kussamo,dve v Pragelatu,eno v Engelbergu in v oberstdorfu)
Leta 2010 je dvema zlatima na olimpijskih igrah dodal še zlati na srednji in veliki skakalnici v Vancouvru.Sezona 2010 je bila za njega najuspešnejša v njegovi karieri saj je zmagal v skupnem seštevku, nordijsko turnejo.Zmagal je na devetih tekmah.Osvojil je tudi zlato medaljo na svetovnem prvenstvu v poletih v planici leta 2010.
leta 2011 je končal na tretjem mestu skupnega seštevka svetovnega pokala.Osvojil bronasto medaljo na veliki skakalnici.
leta 2014 je na novoletni turneji osvojil drugo mesto,kar je njegov najvišja uvrstitev na novoletni turneji.
leta 2015 je Hudo padel na skakalnici v Bischofshofnu.Dosegel je 2 zmagi v Kussami.
Leta 2016 je v Planici skoraj enako padel kot leto pred a ni utrpel poškodb.
Osebni rekorda ima iz Vikersunda in Planice 238,5m,ki je tudi državni rekord.
Je uradni rekordi skakalnic v Lilehammerju,Garmisch Partenkirchenu,zakopanah.
Na letalnicah še ni nikoli zmagal a je bil velikokrat na stopničkah.
Je najuspešnejši Švicarski skakalec vseh časov.Ima 23 zmag in deseti najboljši skakalec vseh časov.

## Uspehi

### Zmage
Simon Ammann ima v svetovnem pokalu 23 zmag:
| Sezona  | Prizorišče             |
| ------- | ---------------------- |
| 2001/02 | Oslo                   |
| 2006/07 | Lillehammer            |
| 2006/07 | Oslo                   |
| 2008/09 | Kuusamo                |
| 2008/09 | Pragelato              |
| 2008/09 | Pragelato              |
| 2008/09 | Engelberg              |
| 2008/09 | Oberstdorf             |
| 2009/10 | Lillehammer            |
| 2009/10 | Engelberg              |
| 2009/10 | Engelberg              |
| 2009/10 | Saporo                 |
| 2009/10 | Klingenthal            |
| 2009/10 | Lahti                  |
| 2009/10 | Kuopio                 |
| 2009/10 | Lillehammer            |
| 2009/10 | Oslo                   |
| 2010/11 | Garmisch-Partenkirchen |
| 2010/11 | Zakopane               |
| 2010/11 | Lahti                  |
| 2013/14 | Oberstdorf             |
| 2014/15 | Kuusamo                |
| 2014/15 | Kuusamo                |